# Chiesa di San Cristofano
La chiesa di San Cristofano è un luogo di culto cattolico che si trova a Novoli, popoloso quartiere ovest di Firenze, in via Allori.

## Storia e descrizione
La chiesa è molto antica: già ricordata nel 1069, ne fu rettore dal 1473 Marsilio Ficino. Sulla facciata con piccolo portico vi sono tracce di un affresco del '400 raffigurante l'Annuncio a Gioacchino, e di un altro con la figura di San Cristoforo, attribuito al giovane Franciabigio.
L'antica abside fu distrutta durante gli ampliamenti del 1877. All'interno è un affresco con la Madonna della Misericordia (del 1400 circa) e dietro l'altare maggiore si trova una tavola con la Apparizione di Cristo alla Vergine dopo la Resurrezione già attribuita ad Alessandro Allori ma riferibile a Francesco Mati, effettivamente derivata da una pala di soggetto simile dell'Allori per la cappella Salviati in San Marco a Firenze.
In locali adiacenti, superati I resti di un antico chiostro, sulla destra della chiesa, ci sono resti di un affresco in terra verde con l'Ultima Cena, opera di Stefano di Antonio di Vanni (sec. XV).
Divenuta insufficiente per la popolazione locale, la vecchia chiesa è stata sostituita da una nuova adiacente, progettata dagli architetti Morozzi e Corretti e realizzata nel 1971. All'interno si trova il plastico con San Cristoforo in vetroresina di Sergio Benvenuti ed una vetrata policroma.

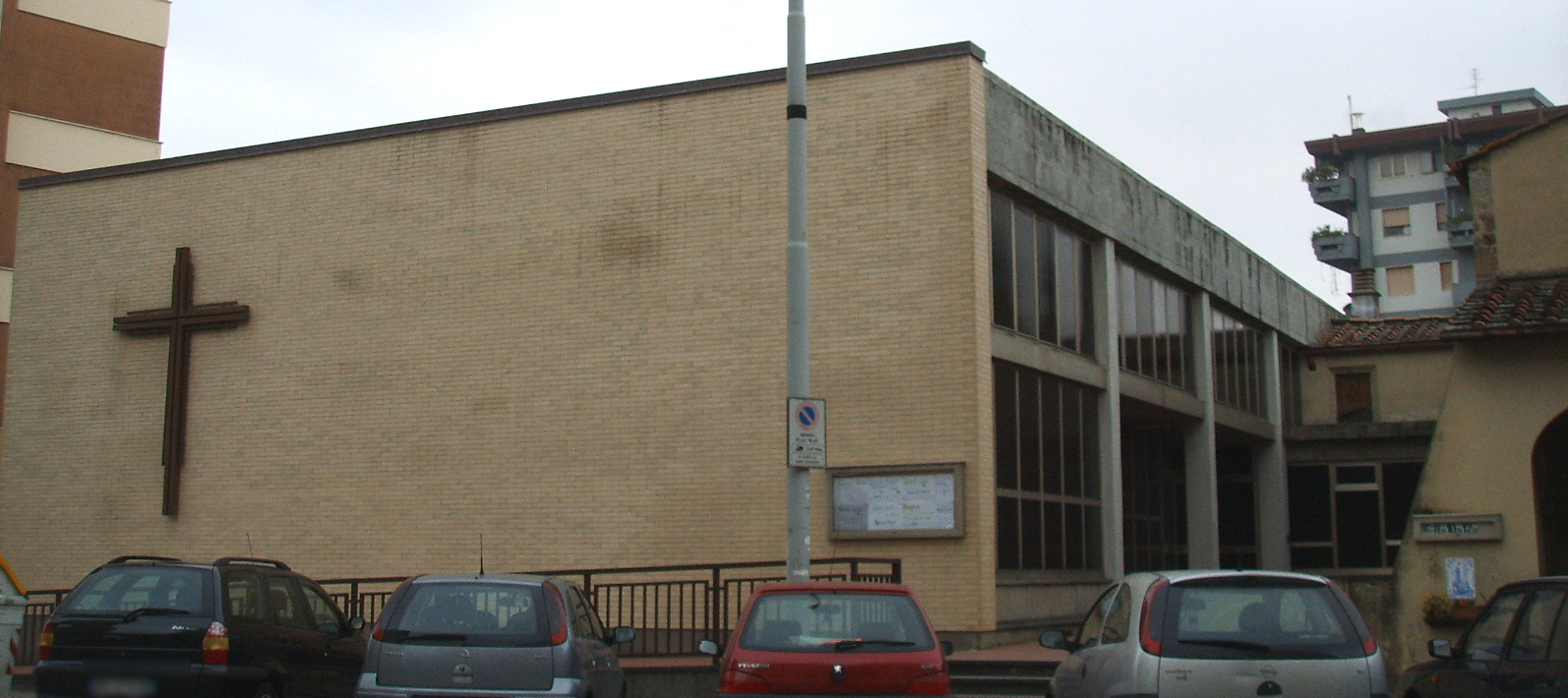
La chiesa nuova
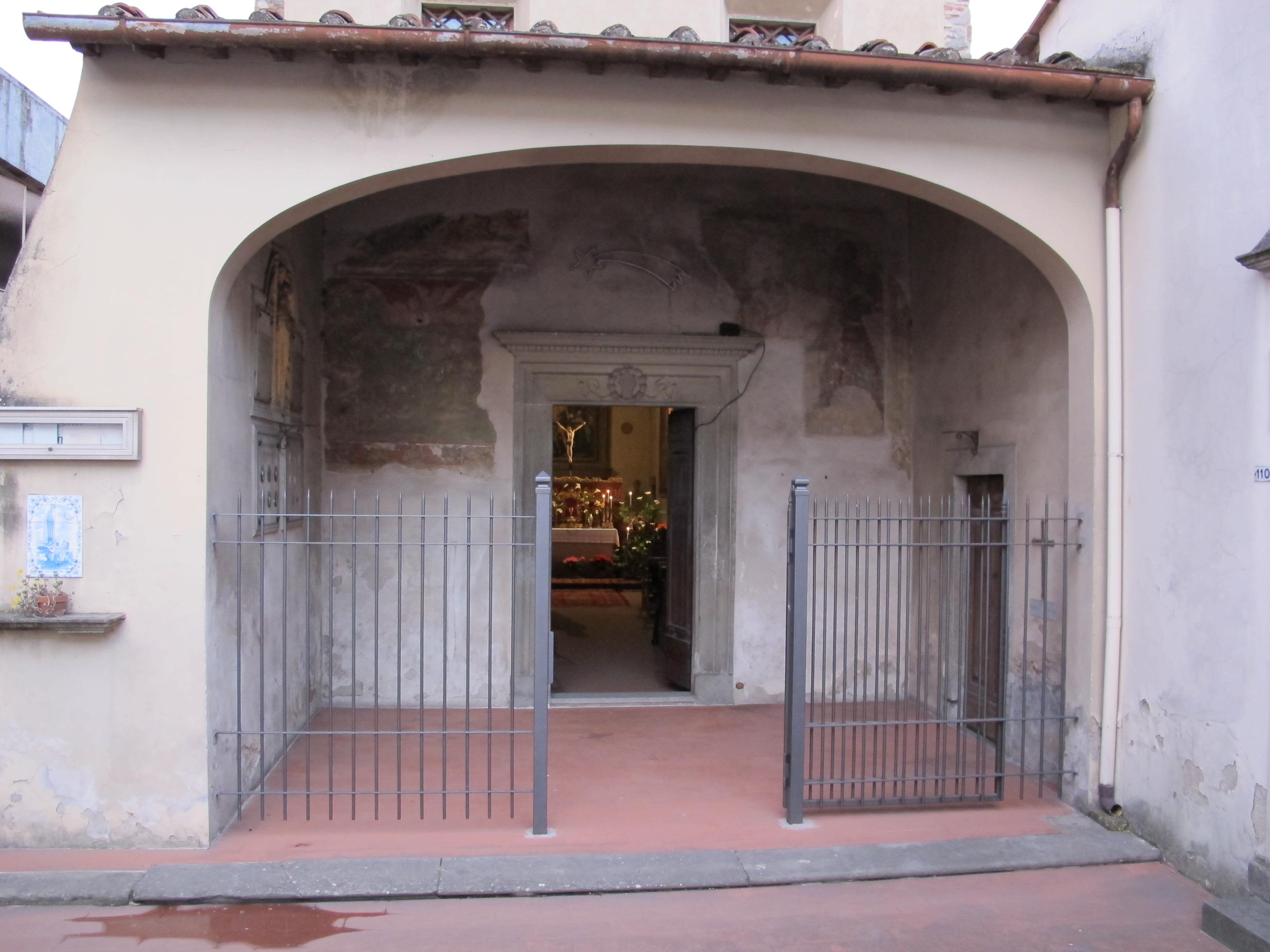
Il portichetto
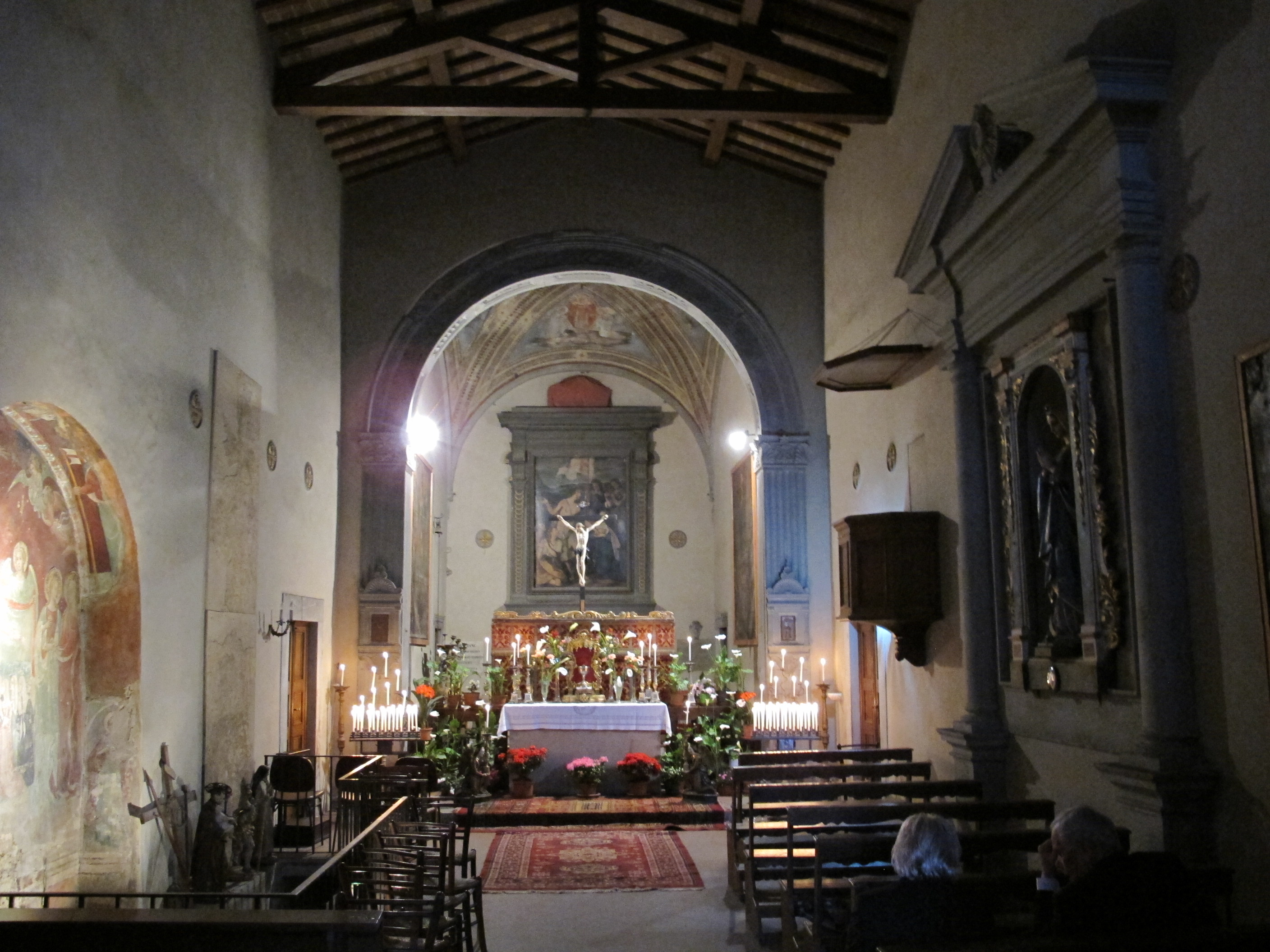
Interno
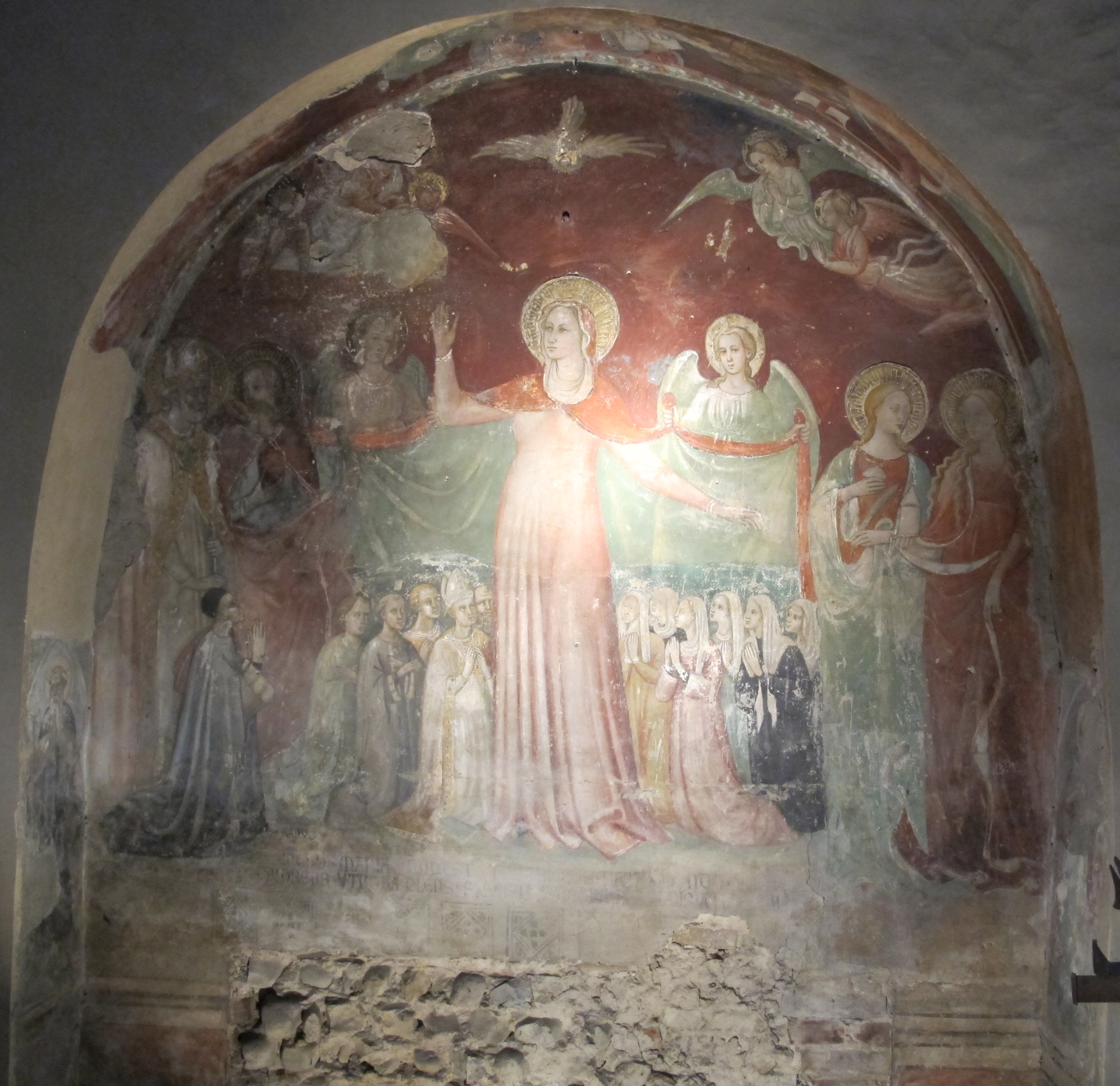
Madonna della Misericordia